# Ochmoneks
Ochmoneks ist eine Punk-Rock/Deutschrock-Band aus Düsseldorf.

## Bandgeschichte
Ochmoneks wurde 2015 in Düsseldorf gegründet. Der Bandname basiert auf der Fernsehserie Alf, die bei einer Probe im Nebenraum lief. Dort heißen die spießigen Nachbarn der Tanners Ochmoneks.
Die Bandmitglieder sind keine gebürtigen Düsseldorfer, sondern zogen alle berufsbedingt in die Stadt.  2017 erschien ihr Debütalbum In Dur über Spinnup. Gleichzeitig veröffentlichte die Band ihre eigene Gin-Marke Gin Dur. Das Album erreichte beim Radiocontest Szene NRW auf WDR2 mit zwei Songs den ersten Platz.
Beim Deutschen Rock & Pop-Preis 2018 erreichte die Band die ersten Plätze in den Kategorien „Bester Sänger“ und „Bestes Album“, zweite Plätze in den Kategorien „Bester Newcomer“ und „Beste Punkband“ und einen dritten Platz als „Beste Hard-Rock-Band“. Der Song Alkoholfrei belegte den ersten Platz der Ruhrcharts von Radio Bochum und Radio Essen. Der Song Fortuna ist dem Fußballverein Fortuna Düsseldorf gewidmet und lief dort bei Heimspielen im Stadion.
2019 veröffentlichte die Band mit DaCapo ihr zweites Album. Das Album erschien über Alster Records (Vertrieb: Timezone Distribution) und wurde in den Principal Studios (unter anderem Die Toten Hosen und Broilers) aufgenommen. Mit Rang 56 gelang der Eintritt in die Album-Midweekcharts, für die Top 100 der regulären Albumcharts am Ende der Woche reichte es nicht. Gleichzeitig spielte die Band eine Tour im Vorprogramm von J.B.O.
Am 8. Oktober 2021 erschien das neue Album Gegenwind, mit dem die Band Platz 88 der offiziellen deutschen Albumcharts erreichte. In diesem Zuge gab die Band bekannt, dass sie nun bei dem Label Drakkar Entertainment GmbH unterschrieben haben. Passend zum Release des dritten Studioalbums Gegenwind tourte die Band mit Unantastbar durch Deutschland, Österreich und die Schweiz. Zum Tourfinale der Wellenbrecher-Tour wurde mit Martin Schluksznat der neue Mann am Bass bekanntgegeben.
Am 14. April 2023 startete die Planet Pink Tour von J.B.O., bei der die Band wieder als Main-Support dabei war. Auf dieser Tour gab die Band bekannt, dass es ein neues Album geben wird. In schwarzer Tinte erschien am 17. Mai 2024 und belegte Platz 56 der deutschen Charts. Im Jahr 2025 feiern die Ochmoneks ihr 10-Jähriges Bandjubiläum. Dazu soll am 14. Juni 2025 zum ersten Mal das O:O:A (Ochmoneks Open Air) in Haan stattfinden. Zudem kündigte die Band ihre größte eigene Tournee inklusive Livealbum Diese Band & diese Lieder – 10 Jahre Ochmoneks Live am 13. Juni 2025 zum Jubiläum durch Deutschland und Österreich an.

## Musikstil
Musikalisch ist die Band dem Punkrock zuzuordnen. Wegen ihrer Herkunft wird die Band häufig mit den Toten Hosen, insbesondere mit deren Stil in den 1980ern, verglichen, wobei die Band selbst diesem Vergleich eher weniger abgewinnen kann. Die Texte behandeln Themen wie Feiern, Liebe und Freundschaft, daneben auch ihre Fantreue zu Fortuna Düsseldorf. In den Texten der Songs „Vollidiot des Monats“ sowie „In diesem wunderschönen Land“ setzt die Band Zeichen gegen Rechtsextremismus und Fremdenfeindlichkeit.

## Diskografie

### Alben
- 2017: In Dur (Eigenvertrieb/Spinnup)
- 2019: Da Capo (Label: Alster Records; Vertrieb: Timezone Distribution)
- 2021: Gegenwind (Label: Drakkar Entertainment)
- 2024: In schwarzer Tinte (Label: Drakkar Entertainment)

### Singles
- 2016: 1000 Jahre
- 2017: Fortuna
- 2018: Fortuna Erste Liga (feat. Opa [Cashbar Club] und Olli Bendt)
- 2019: Bis zum Abspann
- 2019: Brot & Salz
- 2019: Bleib gefährlich
- 2019: Dieses Riff (und dieser Sommer…)
- 2019: Ach du Fröhliche
- 2019: Vollidiot des Monats
- 2020: Lass uns geh’n
- 2020: Da Capo
- 2021: Rauch das Leben bis zum Filter
- 2021: Zeig mir Deine Freunde
- 2021: Dein stolzer Sohn
- 2021: Der Freund den Du verdienst
- 2023: Roland Kaiser (Schlagerversion)
- 2023: Unbesiegbar
- 2024: Teufel
- 2024: Hello Ladies
- 2025: Energie